# Bandola

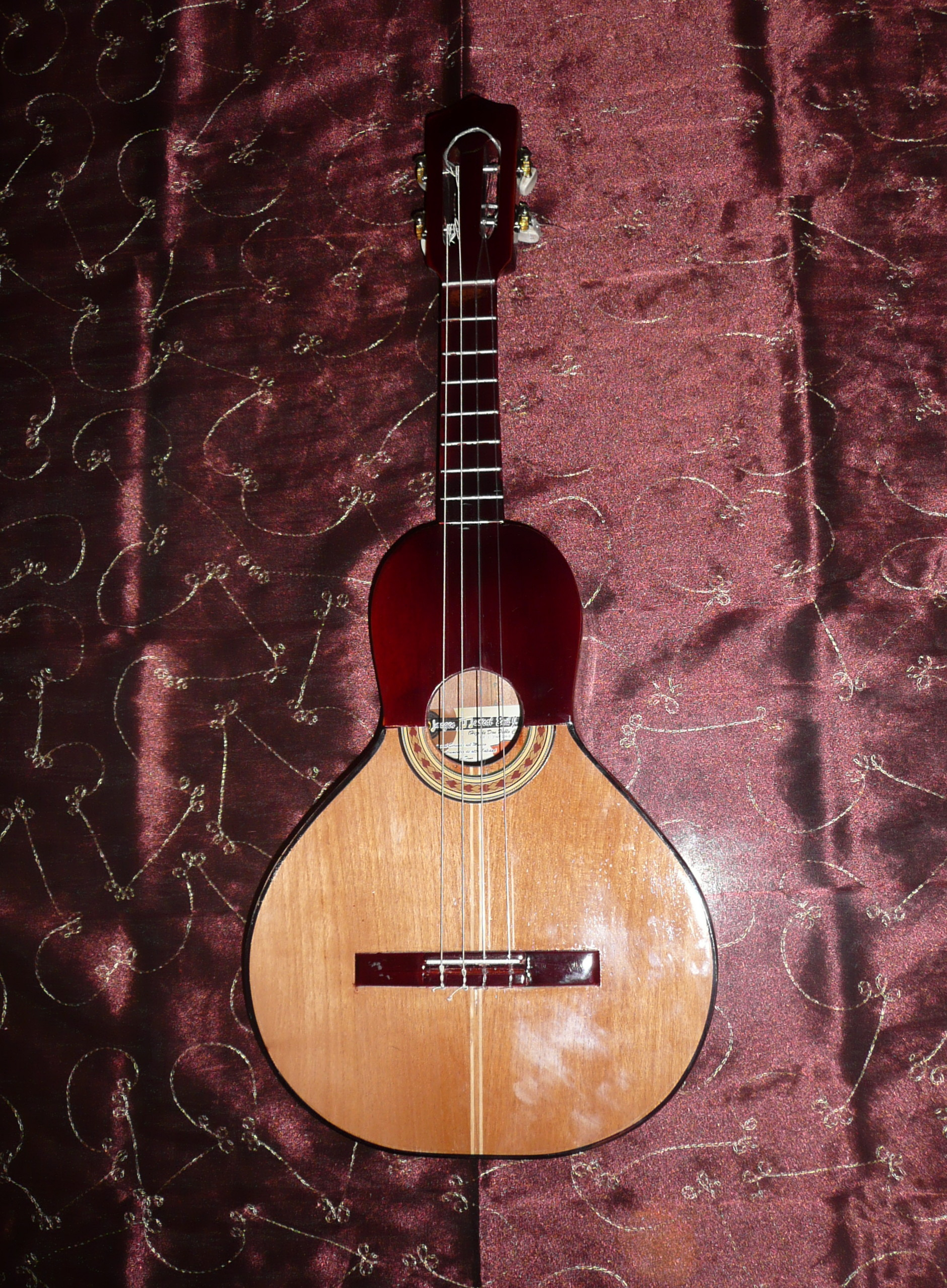
Een Bandola Llanera

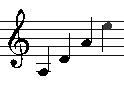
De stemming van een Bandola Llanera

Een bandola is een Colombiaans en Venezolaans snaarinstrument  gebaseerd op de Spaanse luit die met een plectrum wordt bespeeld. Een bekende bespeler van de bandola is de Colombiaan Moisés Torrealba.
De bandola ontwikkelde zich van de luit in de tijd dat Spanje door de Arabieren bezet was, en heeft vier, acht, 16 of 18 snaren.
Er zijn drie hoofdtypes:
- Bandola Llanera heeft van oudsher 4 snaren en oorspronkelijk 7 fretten, maar er zijn ook bandola Llaneras met 10 en 14 fretten bekend. Deze worden respectievelijk bespeeld door Prof. Saúl Vera en Prof. Moisés Torrealba.
- Bandola Andina Colombiana (12 tot 18 snaren). Deze zijn dubbelkorig en kennen vier verschillende types: 12
  - 12-snarigen waar alles dubbelkorig is
  - 14-snarigen waar de eerste twee snaren tripelkorig zijn, en de rest dubbelkorig
  - 16-snarigen waar de eerste vier snaren tripelkorig zijn, en de laatste twee dubbelkorig
  - 18-snarigen waar alles tripelkorig is
- Bandola Oriental (8 snaren) is zoals de Bandola Llanera, maar met een diepere lichaam en vier dubbelkorige snaren.

Er is ook een bandola-type van Trinidad en Tobago. Die heeft 4 dubbelkorige snaren, waarvan de lagere uit een staalsnaar en een nylonsnaar bestaat, terwijl de twee hogere enkel uit nylonsnaren bestaat.

## Externe link

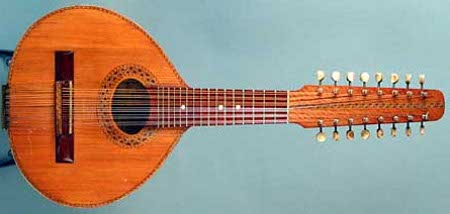
Een Bandola Andina Colombiana